# Maurice Ravel

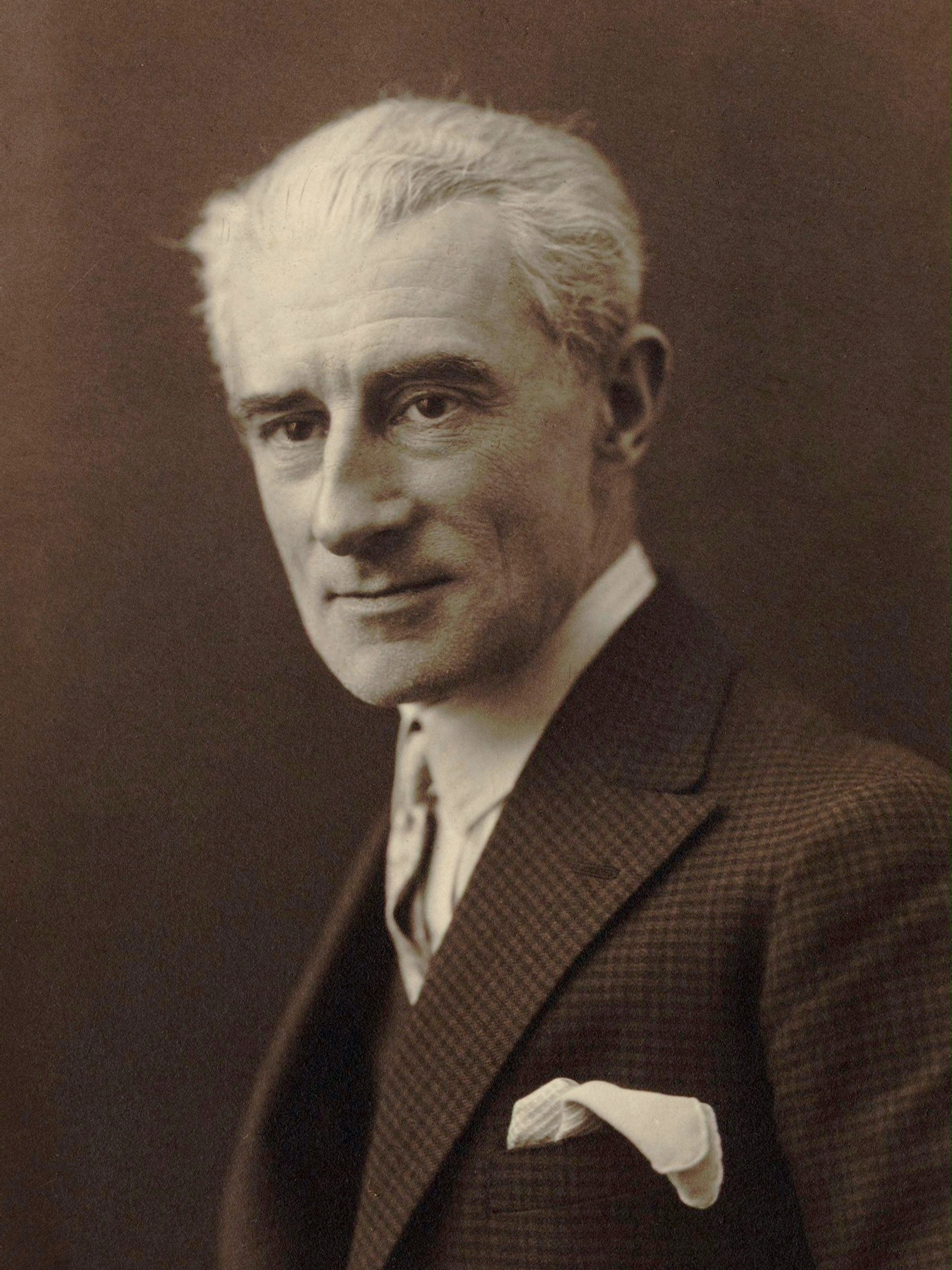
Maurice Ravel (1925)

Joseph-Maurice Ravel (* 7. März 1875 in Ciboure; † 28. Dezember 1937 in Paris) war ein französischer Komponist und neben Claude Debussy Hauptvertreter des Impressionismus in der Musik. Sein bekanntestes Werk ist das ursprünglich als Ballettmusik konzipierte Orchesterstück Boléro.

## Leben

### Herkunft

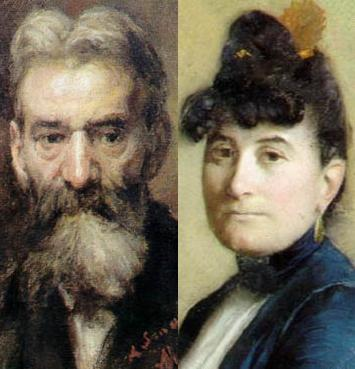
Joseph Ravel (1886) und Marie Delouart (1890)

Joseph-Maurice Ravel wurde als erster von zwei Söhnen im äußersten Baskenland (Südwesten Frankreichs) geboren. Sein Vater Joseph Ravel (1832–1908) stammte aus Versoix in der französischsprachigen Schweiz und war von Beruf Ingenieur. Sein Lieblingsprojekt, in das er viel Zeit und Geld investierte, war die Weiterentwicklung des Gasmotors. Mit dem Deutsch-Französischen Krieg zwischen 1870 und 1871 zerschlugen sich jedoch seine Hoffnungen, das Projekt jemals vollenden zu können. Er hielt sich zeitweilig in Spanien auf, wo er Marie Delouart, eine Baskin, kennenlernte. Das Paar heiratete 1873 und ließ sich im französischen Teil des Baskenlandes in der Nähe von Biarritz nieder. Kurz nachdem Maurice geboren war, siedelte die Familie noch 1875 nach Paris über, wo der Vater eine Anstellung gefunden hatte. Der zweite Sohn Edouard kam 1878 auf die Welt; er wurde wie sein Vater Ingenieur.

### Jugendjahre

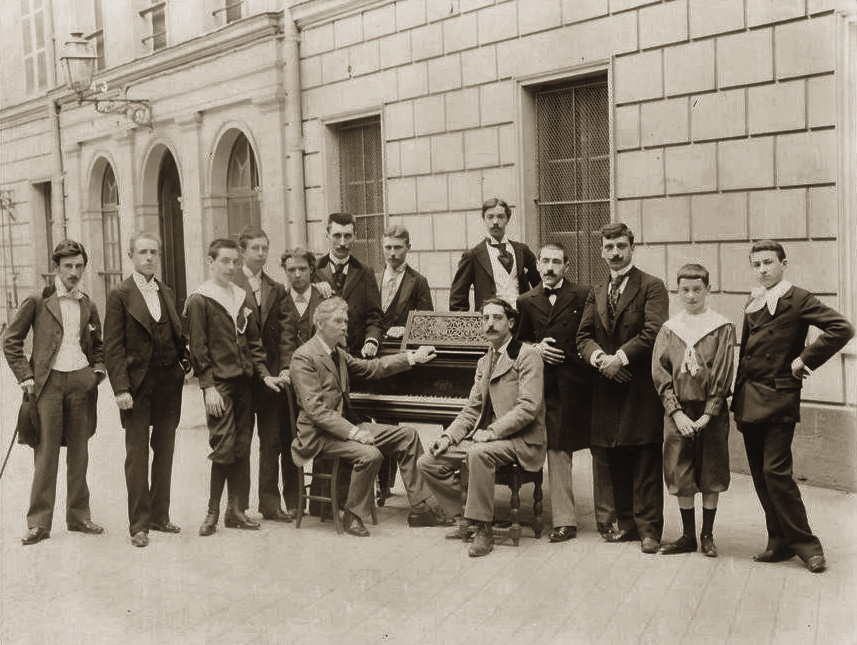
Klasse Bériot 1895. Von links nach rechts: Maurice Ravel, Camille Decreus, Gaston Lévy, Edouard Bernard, Fernand Lemaire, Charles-Wilfred de Bériot (am Piano), Henri Schidenhelm, Jules Robichon, Joachim Malats (am Piano), Marcel Chadeigne, Ricardo Viñes, Cortes, André Salomon, Ferdinand Motte-Lacroix

Den ersten Klavierunterricht erhielt Ravel mit sieben Jahren. Mit 13 erhielt er an einer privaten Musikschule Klavierunterricht und Unterweisung in Harmonielehre. Sein Lehrer Émile Descombes war Schüler bei Frédéric Chopin gewesen. 1888 lernte Ravel den Mitschüler Ricard Viñes kennen, ein junges Pianistentalent aus Katalonien. Zwischen beiden entwickelte sich eine tiefe Jugendfreundschaft, die ein Leben lang halten sollte.
Am 4. November 1889 traten Ravel und Viñes zur Aufnahmeprüfung beim Pariser Konservatorium an. Von 46 Kandidaten wurden nur 19 zu den Klavierklassen zugelassen: Viñes kam in die Klasse der Fortgeschrittenen, bei Ravel reichte es für die Vorbereitungsklasse. Mit der 1891 erreichten Auszeichnung eines Vortrags bei der Zwischenprüfung qualifizierte er sich für die Klasse bei Charles-Wilfrid Bériot, in der auch Viñes unterrichtet wurde.
Lange Zeit spielte Ravel mit dem Gedanken, eine Pianistenlaufbahn einzuschlagen. Aber die Voraussetzungen dafür waren bei ihm nicht optimal ausgeprägt. Wärme, Gefühl und Temperament wurden seinem Spiel zwar bescheinigt, die Bravour anderer Mitschüler erreichte er indessen nicht. Das schien sich auf seine Motivation auszuwirken. Seine Lehrer nahmen es ihm übel; das schien seine Haltung nur noch weiter zu verstärken. 1893, 1894 und 1895 versagte er in den obligatorischen Zwischenprüfungen und musste die Meisterklasse wieder verlassen. In späteren Jahren sollte er sich nur noch ans Klavier setzen, um eigene Kompositionen zu Gehör zu bringen.
Im Januar 1897 kehrte Ravel an das Konservatorium zurück und trat in die Kompositionsklasse von Gabriel Fauré ein, daneben studierte er Kontrapunkt, Fuge und Orchestration bei André Gedalge (Lehrer von Jacques Ibert, Arthur Honegger und Darius Milhaud). Fauré war es auch, der Ravel Zutritt zu den mondänen Salons des damaligen Paris ermöglichte. Über die Erlebnisse spottete Ravel zwar gemeinsam mit Viñes, aber als mittlerweile ausgeprägter Dandy konnte er den Abenden dort auch etwas abgewinnen. Seine im Salon kultivierten blasierten, zynischen Auftritte mit plissiertem Hemd und Monokel irritierten sogar seinen besten Freund Viñes. Auf die Frage, welcher Schule oder Strömung er angehöre, pflegte Ravel zu antworten: „Überhaupt keiner, ich bin Anarchist.“

### Les Apaches und Miroirs
Les Apaches („Die Apachen“) waren Musiker, Kritiker, Maler und Komponisten wie Manuel de Falla, Florent Schmitt, Michel Dimitri Calvocoressi und Ricard Viñes, die um 1900 durch das nächtliche Paris zogen und als „Stadtindianer“ sich den Konventionen entzogen. Sie trafen sich häufig und Ravel brachte in ihrem Kreis viele seiner neuen Kompositionen zu einer inoffiziellen Uraufführung. So auch die Miroirs, die „Spiegelbilder“, die er 1905 für Klavier solo schrieb. Die Mitglieder der Gruppe, denen Ravel die fünf Klavierstücke widmete, bezeichneten sich auch als Noctuelles, als „Nachtschwärmer“ oder „Nachtfalter“, wie auch der erste Titel des Zyklus lautet:
- Noctuelles an Léon-Paul Fargue
- Oiseaux tristes an Ricard Viñes
- Une barque sur l’océan an Paul Sordes
- Alborada del gracioso an Michel-Dimitri Calvocoressi
- La vallée des cloches an Maurice Delage

### Prix de Rome

#### Erste Anläufe
Zu den größten Enttäuschungen Ravels zählt die Tatsache, dass er sich fünf Mal um den Prix de Rome bewarb, doch immer scheiterte. Der Prix de Rome war damals die höchste Auszeichnung für junge französische Komponisten. Im Januar eines jeden Jahres gab es eine Zulassungsprüfung; wer diese bestand, musste sich im Mai einer Vorrunde stellen, in der eine vierstimmige Fuge und ein Chorwerk nach verbindlich vorgegebenem Text verlangt wurden, die in sechs Tagen in Klausur zu fertigen waren. Nur maximal sechs Teilnehmer wurden zur Schlussrunde zugelassen. Hier bestand die Aufgabe in der Vertonung eines ebenfalls vorgegebenen Textes als zwei- oder dreistimmige Kantate. Der Gewinner des Prix de Rome – der erste Preis wurde aber nicht zwingend vergeben – erhielt ein vierjähriges Stipendium für den Besuch der Académie des Beaux-Arts.
Im Jahr 1900 bewarb Ravel sich zum ersten Mal. Im März 1900 schrieb er einem Freund: „Ich bereite mich derzeit auf den Rompreis-Wettbewerb vor und habe mich ganz ernsthaft an die Arbeit gemacht. Mit der Fuge klappt es inzwischen ziemlich leicht; was mir freilich einige Sorgen macht, ist die Kantate.“ Doch Ravel schied schon in der Vorrunde aus; der Preis ging an seinen Freund Florent Schmitt. Ravel resümierte resigniert:

„Gedalge hielt meine Orchestration für geschickt und elegant. Und das alles für einen Reinfall auf ganzer Linie. Als Fauré sich für mich einzusetzen versuchte, versicherte ihm Monsieur Dubois [Direktor des Konservatoriums], er mache sich über meine musikalische Begabung Illusionen.“

Im selben Jahr scheiterte die Teilnahme an einem weiteren Fugenwettbewerb mit null Punkten noch verheerender. Dubois urteilte: „Unmöglich, wegen schrecklicher Nachlässigkeiten in der Schreibweise.“ Infolgedessen wurde Ravel aus der Kompositionsklasse Faurés ausgeschlossen.
Da aber auch Nicht-Studenten sich um den Prix de Rome bewerben durften, nahm Ravel 1901 einen neuen Anlauf. Diesmal schaffte er es bis in die Schlussrunde, musste sich aber am Ende mit einem Kommilitonen den zweiten Preis teilen. Der Sieger hieß André Caplet, den Ravel wiederum als mittelmäßig bezeichnete. Später notierte er: „Fast das ganze Auditorium hätte mir den Preis gegeben.“ So sah es wohl auch Camille Saint-Saëns, der an einen Kollegen schrieb: „Der dritte Preisträger, ein gewisser Ravel, scheint mir das Zeug zu einer ernsthaften Karriere zu haben.“ 1902 und 1903 versuchte Ravel es erneut – und ging leer aus.

#### Der Eklat
Seine letzte Teilnahme vor Erreichen des Bewerbungshöchstalters ging Ravel 1905 an. Obwohl er als Favorit für den Preis galt, schied er wegen vieler Verstöße gegen Satz- und Kompositionsregeln schon in der Vorrunde aus dem Wettbewerb aus. Den Preis gewann Victor Gallois. Ravels „Fall“ löste eine heftige öffentliche Diskussion aus, weniger über die von ihm vorgelegten Kompositionen als vielmehr über die Frage, wie der Konservatoriums- und Wettbewerbsbetrieb eigentlich gehandhabt wurde. Der in der Presse als „Ravel-Affäre“ bezeichnete Skandal führte letztlich zum Rücktritt von Dubois als Direktor des Konservatoriums. Der Schriftsteller und Musikkritiker Romain Rolland schrieb am 26. Mai 1905 an den Direktor der Académie des Beaux-Arts, Paul Léon:

„Ich vertrete in dieser Affäre absolut keine Interessen. Ich bin kein Freund Ravels. Ich kann sogar behaupten, dass ich persönlich seiner subtilen und raffinierten Kunst keine Sympathie entgegenbringe. Aber der Gerechtigkeit halber muss ich sagen, dass Ravel nicht nur ein vielversprechender Schüler ist, er ist heute schon einer der meistbeachteten jungen Meister unserer Schule, die nicht viele davon aufzuweisen hat. […] Ravel bewirbt sich um den Rompreis nicht als Schüler, sondern als ein Komponist, der sein Können bereits unter Beweis gestellt hat. Ich bewundere die Komponisten, die es gewagt haben, über ihn zu urteilen. Wer wird nun über sie urteilen?“

### Der junge Komponist
Wie Rollands Brief zeigt, war Ravel dabei, sich als Komponist einen Namen zu machen, auch wenn viele seiner Werke eine höchst kontroverse Aufnahme fanden. Gemessen an der Zahl der fertiggestellten Arbeiten waren die Jahre von der Jahrhundertwende bis zum Ersten Weltkrieg seine produktivste Zeit. Hatte er bis dahin fast ausschließlich Klavierstücke und Lieder geschaffen, erschloss er sich mit der Orchesterouvertüre Shéhérazade, dem F-Dur-Streichquartett, der Oper L’Heure espagnole, der Rhapsodie espagnole (die Manuel de Fallas Aufmerksamkeit erregte) und der im Auftrag Djagilews komponierten Ballettmusik Daphnis et Chloé jetzt auch größere musikalische Formen. 1913 lernte Ravel Strawinski kennen, mit dem er bei einer Bearbeitung von Mussorgskis unvollendeter Oper Chowanschtschina zusammenarbeitete.

### Der Erste Weltkrieg
Beim Ausbruch des Ersten Weltkriegs wurde Ravel von der allgemeinen patriotischen Begeisterung ergriffen. Sein Bruder Edouard war eingezogen worden, und Ravel, den man als jungen Mann wegen seiner geringen Körpergröße als dienstuntauglich eingestuft hatte, bemühte sich, ebenfalls zum Militär zu kommen. 1915 wurde er dem Sanitätsdienst des 13. Artillerieregiments als Kraftfahrer zugeteilt. In Paris konstituierte sich eine „Liga zur Verteidigung französischer Musik“: Werke deutscher und österreichischer Komponisten sollten geächtet und nicht mehr aufgeführt werden. Ravel hielt davon nichts. Er äußerte:

„Es wäre meiner Meinung nach sogar gefährlich für die französischen Komponisten, systematisch die Produktion ihrer ausländischen Kollegen zu ignorieren und so eine Art nationaler Clique zu formieren. Unsere derzeit so reiche Tonkunst würde unweigerlich degenerieren und sich in schablonenhaften Formeln einschließen. Mich kümmert es wenig, dass zum Beispiel Monsieur Schönberg Österreicher ist.“

### Verlust der Mutter
1916 erkrankte Ravel an Ruhr (siehe Dysenterie, Amöbenruhr und Bakterienruhr) und trat in der Folge einen Genesungsurlaub in Paris an. Während diesem starb Ravels Mutter am 5. Januar 1917 im Alter von 76 Jahren, ein für Ravel unersetzlicher Verlust. Er hatte bis dahin immer mit ihr unter einem Dach zusammengelebt. Aber auch ihr Tod konnte ihn nicht dazu bewegen, ein eigenes Domizil aufzuschlagen. Stattdessen zog er nach dem Krieg mit seinem Bruder Edouard zusammen. Als dieser aber 1920 überraschend heiratete, war das Zusammenleben mit ihm auch nicht mehr möglich. 1921 kaufte Ravel schließlich 50 Kilometer von Paris entfernt in Montfort-l’Amaury die Villa „Le Belvédère“ (siehe Musée Maurice Ravel), in der er die letzten 16 Jahre lebte.
Ravel blieb sein Leben lang unverheiratet und kinderlos; eine (nicht ausgelebte) Homosexualität wird angenommen. Ebenso könnte er asexuell gewesen sein. So wird er auch in dem Film Bolero dargestellt.

### Verweigerung eines Ordens
Am 15. Januar 1920 wurde Ravel mit der Nachricht konfrontiert, für den Orden eines Ritters der Ehrenlegion (Chevalier de la Légion d’honneur) nominiert worden zu sein. Ravel wollte das gar nicht und meinte erbost: „Was für eine lächerliche Geschichte. Wer mag mir wohl diesen Streich gespielt haben?“ Die unwillkommene Ehrung bügelte er gegen den Rat seiner Freunde gleich auf seine Weise ab: Er bezahlte einfach die mit der Nominierung anfallenden Gebühren nicht. So wurde er automatisch von der Kandidatenliste entfernt. Das ungebührliche Verhalten löste indessen eine aufgeregt geführte öffentliche Diskussion aus, an der er sich aber nicht beteiligte. Warum er sich der Auszeichnung verweigerte, ist nicht geklärt. Manche halten seine Weigerung für eine späte Rache wegen des ihm nie zuerkannten Rompreises. Anderen Ehrungen hat er sich nicht entzogen: Im Oktober 1928 nahm er gern die Ehrendoktorwürde der Universität Oxford entgegen, dasselbe gilt für die Ehrenmitgliedschaft der International Society for Contemporary Music ISCM (Internationale Gesellschaft für Neue Musik), welche er 1923 zusammen mit Jean Sibelius, Igor Strawinsky und Ferruccio Busoni als erste Ehrenmitglieder der eben gegründeten Gesellschaft erhielt. Bei der ISCM trat er im Rahmen der Weltmusiktage (ISCM World Music Days) 1923, 1925, 1928 und 1934 als Komponist (unter anderem mit der Tzigane und dem Klavierkonzert für die linke Hand) in Erscheinung, 1929 wirkte er dort auch als Juror.

### Lebensende
Wann genau die Krankheiten begannen, die Ravels letzte Lebensjahre überschatteten, ist nicht gesichert. Ebenso konnte die Ursache seiner Erkrankung bis heute nicht abschließend geklärt werden. Vermutet wurden unter anderem ein Hirnschlag, Morbus Pick, eine andere Demenzerkrankung oder ein Hirntumor. Schon Mitte der 20er Jahre hatte er wiederholt über Schlaflosigkeit und langanhaltende, unerträgliche Kopfschmerzen geklagt. Erschöpfungszustände, angesichts derer die Ärzte ihm rieten, eine längere Pause einzulegen, überspielte er mit einer geradezu hektischen Aktivität, die in zahlreiche Konzertreisen durch Europa mündete, auf denen er seine Werke als Dirigent und Pianist vorstellte. 1928 unternahm er eine viermonatige Tournee durch die USA und Kanada, die ihn durch 25 Städte führte. Der Umfang seines kompositorischen Schaffens nahm dagegen ab. 1931 unternahm Ravel eine größere Europatournee mit der Pianistin Marguerite Long.

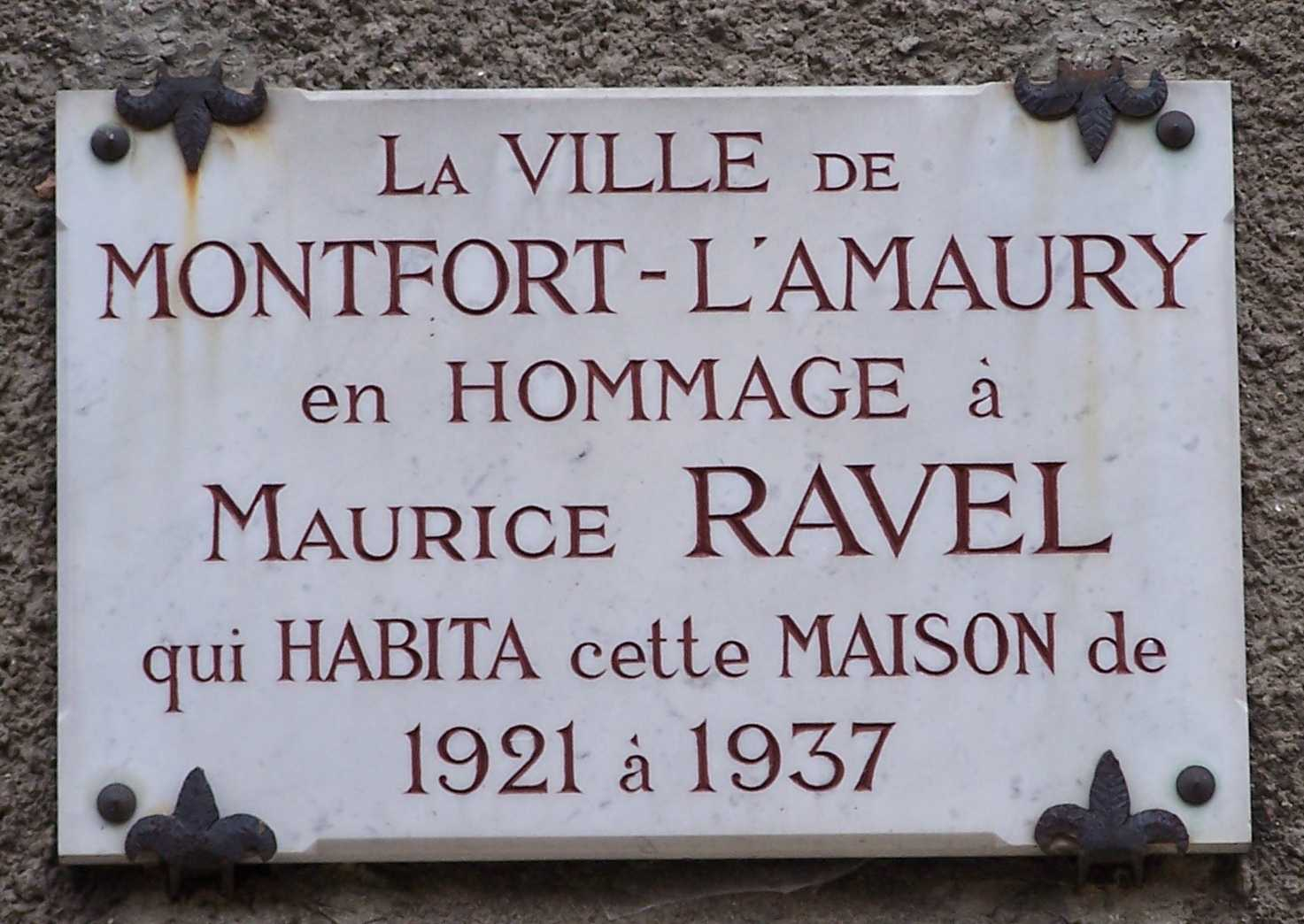
Plakette an seinem Wohnhaus in Montfort-l’Amaury

Ein Autounfall am 8. Oktober 1932, den er als Fahrgast eines Taxis in Paris mit Brustkorbquetschung und Schnittwunden überlebte, bedeutete für sein weiteres Leben eine Zäsur. Eine Läsion der linken Großhirnrinde führte zu Sprachstörungen (Wernicke-Aphasie und Alexie), und durch Amusie verlor er die Fähigkeit zu komponieren. Gegen eine Demenzerkrankung spricht auch, dass Ravel bis zuletzt bei klarem Verstand war und seinen Verfall beobachtete, als stecke ein Fremder in ihm. Verzweifelt äußerte er: „Ich habe noch so viel Musik im Kopf. Ich habe noch nichts gesagt. Ich habe noch alles zu sagen.“

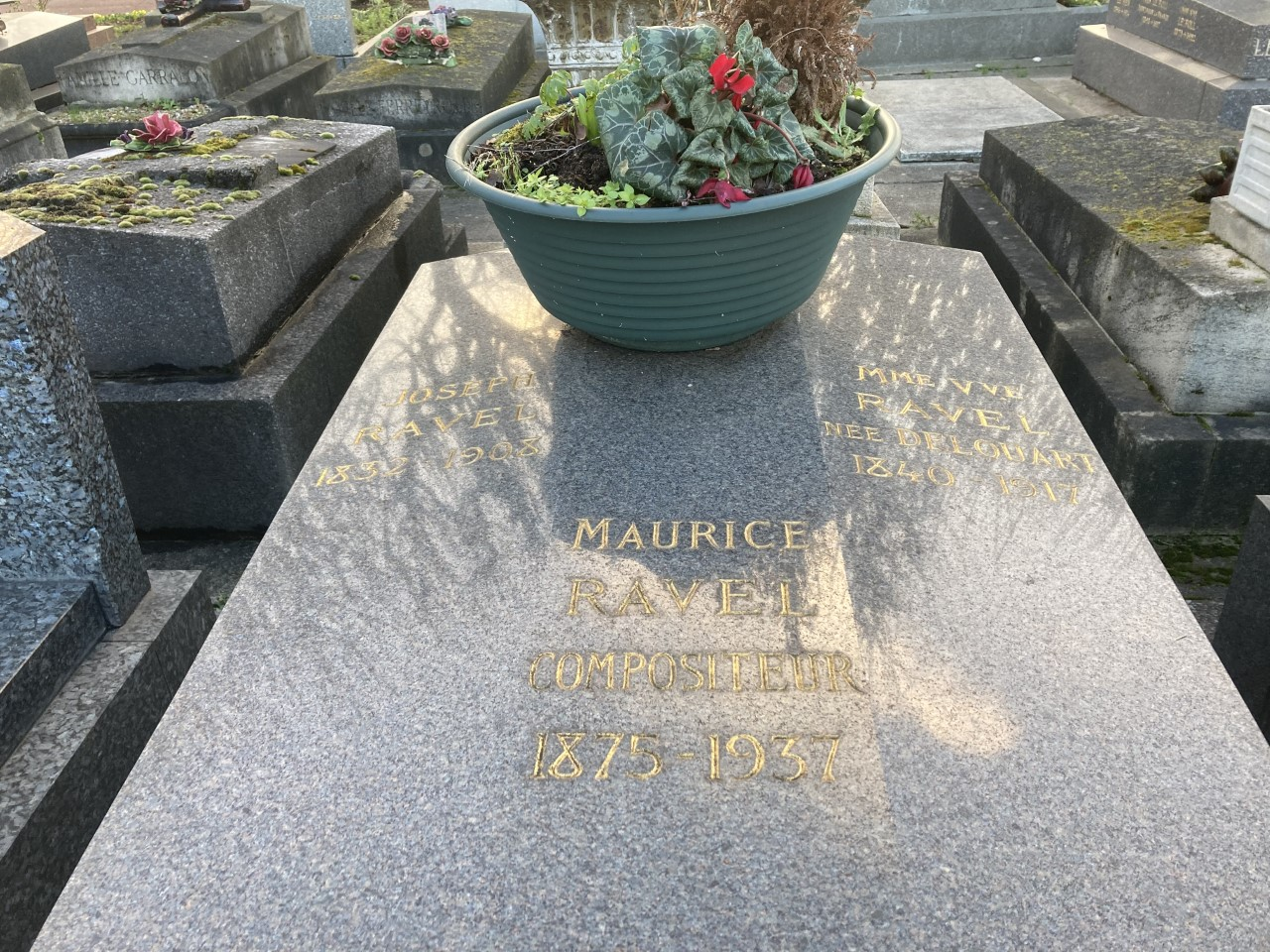
Grabstätte von Maurice Ravel in Levallois-Perret

Am 17. Dezember 1937 begab Ravel sich in die Klinik des berühmten Neurochirurgen Clovis Vincent, um durch eine Schädeloperation dem Verdacht auf einen Gehirntumor nachzugehen. Ein Tumor wurde bei der Operation am 19. Dezember nicht gefunden, das Gehirn wirkte normal bis auf eine Senkung der linken Hemisphäre, die man durch eine Seruminjektion zu behandeln suchte. Ravel erwachte aus der Narkose, fragte nach seinem Bruder, sank aber bald darauf in ein tiefes Koma, aus dem er nicht mehr erwachte. Am Morgen des 28. Dezember 1937 hörte sein Herz auf zu schlagen. Am 30. Dezember wurden seine sterblichen Überreste auf dem Friedhof von Levallois-Perret im Westen von Paris neben seinen Eltern begraben.
Ihm zu Ehren trägt seit 1961 der Ravel Peak seinen Namen, ein Berg auf der Alexander-I.-Insel in der Antarktis.

## Musikalische Einflüsse und Beziehungen

### Vorbilder
Ein großes Vorbild für Ravel war der Komponist Emmanuel Chabrier. 1893 hatten Ravel und Viñes die Gelegenheit erhalten, ihm vorzuspielen. Von dieser Begegnung sprach Ravel auch später immer wieder voller Stolz und Rührung. Chabrier gehört zu den Musikern, die Ravel in der Anfangszeit stark beeinflusst haben. Ravel schreibt in seinen autobiografischen Skizzen von 1928:

„Meine ersten, unveröffentlicht gebliebenen Werke stammen aus der Zeit um 1893. […] Die Sérénade grotesque war deutlich von Emmanuel Chabrier beeinflusst, während die Ballade de la reine morte d’aimer unter dem Einfluss Saties stand.“

In diesem Zitat fällt auch der Name des zweiten Komponisten, dem Ravel unbegrenzte Bewunderung entgegenbrachte: Erik Satie. Dessen archaische Akkord-Rückungen, sein karger Stil, der im diametralen Gegensatz zu den überladenen Klängen des hochaktuellen „Wagnérisme“ standen, faszinierten ihn. Über ihn schreibt Ravel:

„Satie war eher ein Neuerer und ein Pionier – wenn nicht gar ein Extremist – als ein Komponist unvergänglicher Meisterwerke. Er nahm den Impressionismus à la Debussy vorweg, ging durch ihn hindurch und war einer der ersten, die sich wieder von ihm entfernten.“

Ravel schrieb seinem Kontrapunkt-Lehrer André Gedalge großen Einfluss auf die Entwicklung seiner kompositorischen Fähigkeiten zu. Er erklärte auch einmal, er habe kein Stück geschrieben, das nicht von Edvard Grieg beeinflusst sei.
Ravels Distanz zu Wagners Stil bedeutet nicht, dass Ravel ihn nicht geschätzt hätte. Von vielen Aufführungen hat er sich mitreißen lassen, beeinflusst haben sie sein Schaffen indessen nicht.

### Claude Debussy

#### Distanzierte Freundschaft

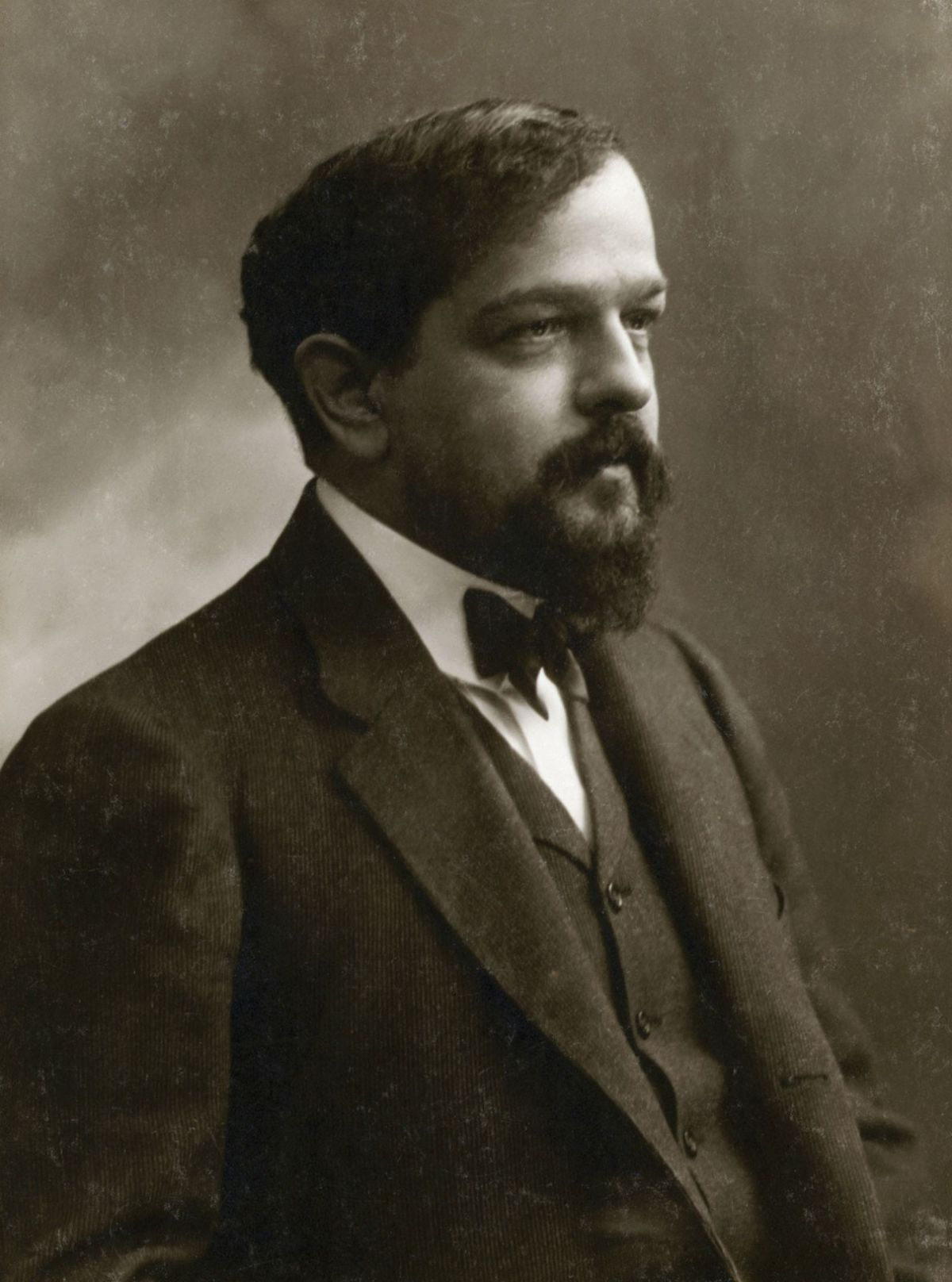
Claude Debussy, um 1908 (Foto von Nadar)

Wann genau Ravel Claude Debussy begegnet ist, ist nicht bekannt. Es dürfte um 1901 gewesen sein. Ravel hegte durchaus Bewunderung für die Werke des 13 Jahre älteren Debussy, dieser indessen zeigte umgekehrt kein besonderes Interesse am Schaffen seines Kollegen. Beide hatten aber regelmäßigen, wenn auch distanziert höflichen Kontakt, und bei einem neuen Streichquartett Ravels, von dem Fauré gemeint hatte, er solle es dringend überarbeiten, beschwor Debussy ihn wohlwollend, keine Note daran zu ändern.
Den Bruch zwischen beiden initiierte der mächtige Musikkritiker Pierre Lalo, der erstmals am 30. Januar 1906 und nachfolgend in weiteren Kritiken sich in Andeutungen erging, Ravel täte nichts anderes, als Debussy zu kopieren. Er behauptete es zwar nicht direkt, setzte aber den Namen Ravel so häufig in einen bestimmten Kontext, dass keine andere Schlussfolgerung möglich war. Schließlich sah Ravel sich zu einer Gegendarstellung veranlasst, die der Herausgeber von Les Temps auch abdruckte, doch in der gleichen Ausgabe der Zeitung erschien ein weiterer höhnischer Artikel von Lalo unter der Überschrift „Monsieur Ravel verteidigt sich, ohne angegriffen worden zu sein“. In der Folgezeit ließen Ravel und Debussy ihren Kontakt, offensichtlich ohne persönliche Aussprache, fallen. Beide haben später unabhängig voneinander ihr Bedauern darüber ausgedrückt.
Auf die scherzhafte Frage seines Freundes Manuel Rosenthal im Jahr 1937, welche Musik er sich denn bei seiner Beerdigung wünschen würde, nannte Ravel Debussys Prélude à l’après-midi d’un faune, denn, so Ravel: „(…) es ist die einzige Partitur, die je geschrieben wurde, die absolut perfekt ist.“

#### Duplizität der Ereignisse
Es lassen sich bei der Themenwahl einige auffällige Ähnlichkeiten zwischen Debussy und Ravel feststellen. Den Vogel schossen beide 1913 ab: Unter dem gleichlautenden Titel Trois Poèmes de Stéphane Mallarmé vertonten sowohl Ravel wie Debussy drei Gedichte des Poeten, von denen zwei („Soupir“ und „Placet futile“) in beiden Werken vorkamen. Da Ravel vorab die Erlaubnis zur Vertonung bei den Erben des Dichters eingeholt hatte, lag das Urheberrecht an einer musikalischen Bearbeitung der Texte bei ihm. Debussy klagte in einem Brief an einen Freund vom 8. August 1913:

„Die Geschichte mit der Mallarmé-Familie und Ravel ist alles andere als lustig. Und ist es nicht außerdem merkwürdig, dass Ravel ausgerechnet dieselben Gedichte ausgewählt hat wie ich? Ist das ein Phänomen von Auto-Suggestion, das es wert wäre, der medizinischen Akademie mitgeteilt zu werden?“

Ravel intervenierte schließlich schriftlich zugunsten Debussys bei dem Verleger, der Debussy eine Absage erteilt hatte.
Bei aller Themengleichheit wäre jedoch die Suche nach musikalischen Plagiaten müßig – Debussy und Ravel haben sehr individuell komponiert. Auch wenn bei manchen Werken (als Beispiel möge Ravels Klavierstück Jeux d’eau dienen) gewisse „typisch impressionistische“ Gemeinsamkeiten in der Benutzung erweiterter und übermäßiger Dreiklänge, der Verwendung von Kirchentonarten sowie der Bitonalität bestehen, so unterscheiden sich Ravels Kompositionen von denen Debussys zum Beispiel durch die häufigere Verwendung geschlossenerer Formen, Tanzformen (Bolero, Walzer, Habanera, Malagueña) sowie den Bezug auf historische musikalische Modelle. Ravels melodische Linien wirken mitunter klarer. Außerdem sind häufiger relativ klare Kadenzen anzutreffen als bei Debussy. Seine Musik wirkt oft lichter und transparenter als die Klangpalette von Debussy, bei dem sich die Einzelstimmen mitunter ins „Uferlose“ verlieren.

### Musikerkollegen
Ravel hat in seinem Leben eine Reihe von Musikern kennengelernt, die bis heute namhaft geblieben sind: Neben Debussy waren dies u. a. Igor Strawinski, Arthur Honegger, Béla Bartók und Arnold Schönberg. Zu den heute vielleicht weniger bekannten zählte der Pianist Paul Wittgenstein. Gleichwohl hat Wittgensteins Schicksal der Nachwelt ein außergewöhnliches Werk beschert: das Klavierkonzert für die linke Hand.
Wittgenstein hatte im Ersten Weltkrieg seinen rechten Arm verloren, und seine Karriere als Pianist schien damit besiegelt. Er beschloss dennoch, seine Pianistenlaufbahn fortzusetzen und gab bei zahlreichen Komponisten, darunter auch Ravel, Klavierwerke für die linke Hand in Auftrag. Das von Ravel eigens für ihn komponierte Werk führte jedoch zum Bruch zwischen Komponist und Künstler. Das „Klavierkonzert für die linke Hand“ wurde am 5. Januar 1932 in Wien mit Wittgenstein am Klavier aus der Taufe gehoben. Da Ravel bei der Uraufführung nicht anwesend war, organisierte Wittgenstein für ihn eine Soirée, bei der Ravel das Stück (an zwei Klavieren) zu Gehör gebracht wurde. Nach dem Konzert ging Ravel auf Wittgenstein zu und sagte: „Aber das stimmt doch alles gar nicht!“ Seiner Auffassung nach hatte der Pianist das Stück nicht in seinem Sinne dargeboten (Wittgenstein hatte Verzierungen benutzt, die nicht im Notentext enthalten waren). Der Streit eskalierte in einem anschließenden Briefwechsel, in dem Wittgenstein einwandte, die Interpreten dürften keine Sklaven sein. Ravel antwortete kurz und bündig: „Die Interpreten sind Sklaven!“
Ravel hatte nur sehr wenige Schüler, darunter Maurice Delage und Ralph Vaughan Williams.
Theodor W. Adorno, der Philosoph, Komponist und scharfzüngige Kritiker, war restlos begeistert von Ravels L’Enfant et les sortilèges:

„Bei Ravel muss man sich endlich nicht schämen, wenn man die Texte liest. Zumal das Buch der Colette. Nach den Noten zu urteilen und in Kenntnis von Ravels Wesen: ‚L’Enfant et les sortilèges‘ muss sein Meisterstück sein. Kindlich verzaubert ist jeder Takt bei ihm.“

Zum Formaspekt bei Ravel schreibt Adorno: … überschaut er (gemeint ist Ravel; d. V.) die Formwelt, in die er selbst gebannt ist; durchschaut sie wie Glas; aber durchstößt nicht die Scheiben, sondern richtet sich ein, raffiniert wie ein Gefangener.

### Weitere Einflüsse
Anregungen für sein Schaffen holte sich Ravel auch von Musikrichtungen wie dem Jazz (etwa im Satz Blues der G-Dur-Violinsonate), der orientalischen Musik und dem europäischen Volkslied. Von besonderer Bedeutung für Ravels Kompositionen war die spanische Musik. Ravel hat zu Lebzeiten stets betont, dass er ja auch Baske sei und sich seiner zweiten Heimat verbunden fühle. Zu den Werken, die diesen Einfluss widerspiegeln, gehören u. a. die Oper L’Heure espagnole, der Boléro, die Habanera der Sites auriculaires, das Alborada del gracioso aus den Miroirs, die Vocalise-Étude en forme de Habanera, einige Lieder aus den Chants populaires, das Triptychon Don Quichotte à Dulcinée, das unvollendete Konzertstück für Klavier und Orchester Zaspiak-Bat (der Titel bedeutet in baskischer Sprache „Die Sieben sind Eins“ und meint die sieben baskischen Regionen) sowie die Rhapsodie espagnole. In deren erstem Satz wird eine viertönige, absteigende ostinate Figur ähnlich wie in Ravels berühmten Boléro ständig wiederholt. Sie erscheint dabei zuerst in den Streichinstrumenten und später in den Hörnern, Klarinetten und Oboen. Der Komponist Manuel de Falla schrieb:

„Die Rhapsodie espagnole überraschte mich durch ihren spanischen Charakter. […] Wie aber sollte ich mir diesen so subtil authentischen Hispanismus des Komponisten erklären […]? Ich fand rasch die Lösung des Rätsels: Ravels Spanien war ein idealisiertes Spanien, wie er es durch seine Mutter kennengelernt hatte. […] Das erklärt wohl auch, weshalb sich Ravel seit seiner frühesten Kindheit von diesem Land angezogen fühlte, von dem er so oft geträumt hatte.“

Der zweite Satz Malagueña bringt ein rhythmisch betontes Tanzthema in den Trompeten und Streichern, welches von Pauken und anderem Schlagwerk begleitet zunehmend gesteigert wird.
Ravel vertrat die Auffassung, dass Komponisten sich ihrer individuellen und nationalen Besonderheiten bewusst sein sollten, und kritisierte an den amerikanischen Komponisten, dass sie die europäische Tradition nachahmten, statt Jazz und Blues als ihre eigene musikalische Tradition anzuerkennen. Als George Gershwin bei einer Begegnung bedauerte, nicht sein Schüler gewesen zu sein, erwiderte Ravel: „Warum sollten Sie ein zweitklassiger Ravel sein, wenn Sie ein erstklassiger Gershwin sein können?“ Einflüsse von Gershwins Stil lassen sich in den beiden Klavierkonzerten Ravels feststellen.

## Musikalisches Schaffen

### Arbeitsweise und Stil
Ravel arbeitete seine Kompositionen mit größter Sorgfalt und Detailversessenheit aus und benötigte deshalb oft lange zu ihrer Fertigstellung, obwohl er sich wünschte, ähnlich fruchtbar sein zu können wie die von ihm bewunderten großen Komponisten. Igor Strawinski nannte ihn wegen der Kompliziertheit und Genauigkeit seiner Werke einmal den „Schweizer Uhrmacher“ unter den Komponisten. Die frühen Druckausgaben seiner Werke waren weit fehlerhafter als seine minutiös gearbeiteten Manuskripte, und Ravel arbeitete mit seinem Verleger Durand unermüdlich an ihrer Verbesserung. Während der Korrektur von L’enfant et les sortilèges – so schrieb er in einem Brief – fand er, nachdem schon zahlreiche Korrektoren das Werk durchgesehen hatten, immer noch zehn Fehler auf jeder Seite.
An Ravels Musik wird vor allem die Kunst der Harmonik und der subtilen Klangfarben gerühmt. Ravel selbst betrachtete sich in mancher Hinsicht als Klassizisten, der seine neuartigen Rhythmen und Harmonien gern in traditionelle Formen und Strukturen einbettete, wobei er häufig die strukturellen Grenzen durch unmerkliche Übergänge verwischte. In der Pavane pour une infante défunte wird der modernen Harmonik aus Sept- und Septnonakkorden sowie dem „flirrenden“, impressionistischen orchestralen Kolorit des Werkes auf weiten Strecken durch eine einprägsame, in klarer Periodik gegliederte Melodie ein Teil der Radikalität genommen. Dabei ist im zweiten um ein Achtel verlängerten Zweitakter das oben erwähnte „Verwischen struktureller Grenzen“ zu beobachten. Ravel äußerte sich zu diesem Thema selber folgendermaßen: „Was nicht leicht von der Form abweicht, entbehrt des Anreizes für das Gefühl – daraus folgt, daß die Unregelmäßigkeit, das heißt das Unerwartete, Überraschende, Frappierende einen wesentlichen und charakteristischen Teil der Schönheit ausmacht.“

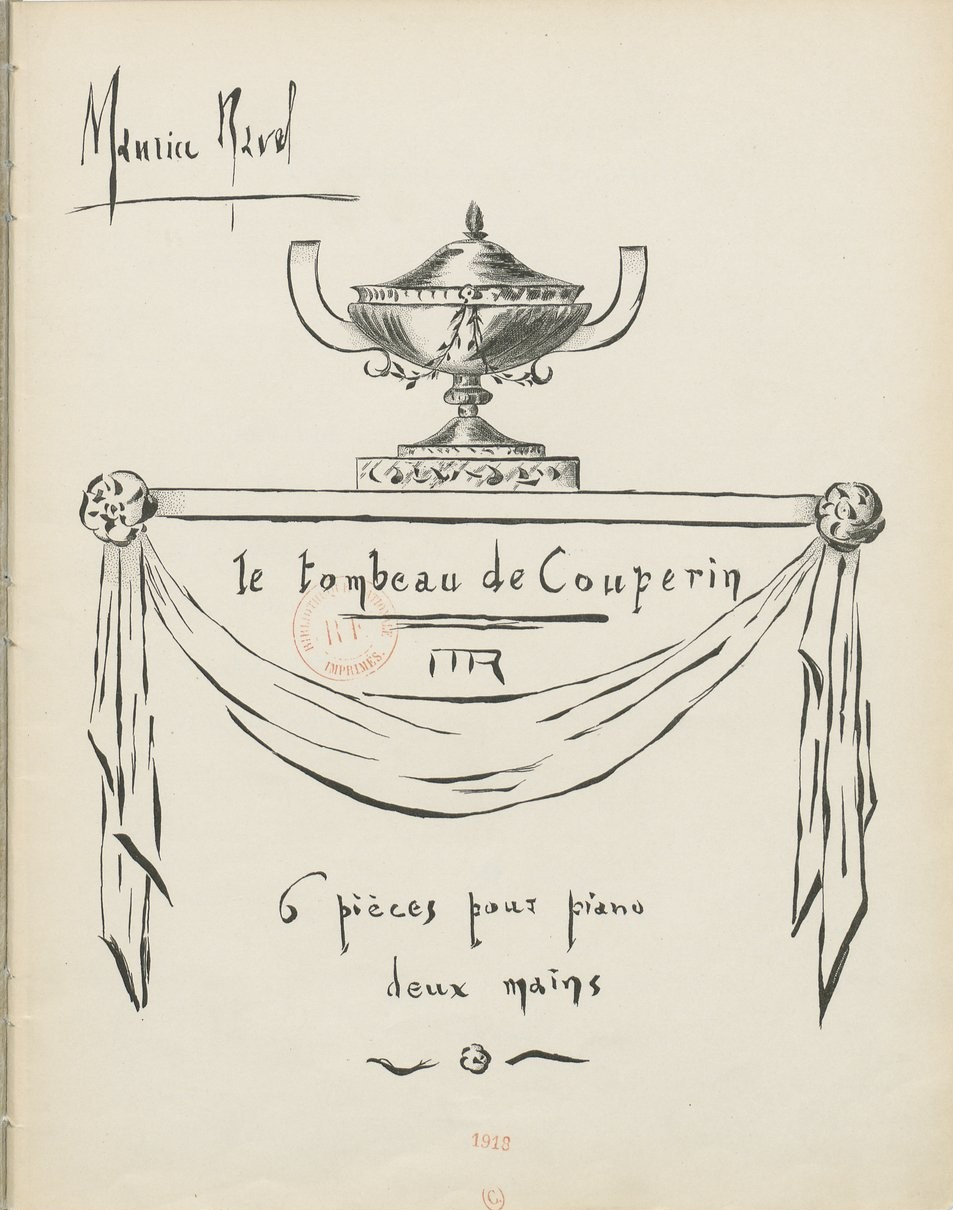
Ravels Handschrift und Zeichnung auf dem Titelblatt der Komposition Le Tombeau de Couperin, erschienen im Musikverlag Jacques Durand & Cie, Paris 1918

Weitere Beispiele dafür sind seine Valses nobles et sentimentales (inspiriert durch Schuberts Valses nobles und Valses sentimentales), deren acht Sätze ohne Pause aufeinander folgen, seine Kammermusik, in der viele Sätze die Form eines Sonatenhauptsatzes ohne deutliche Unterscheidung von Durchführung und Reprise haben, sowie das Menuett aus der stilistisch an die französischen Clavecinisten angelehnten Klaviersuite Le Tombeau de Couperin. Impressionistische Einflüsse werden hier durch die Verwendung von großen Septakkorden (zweites Viertel Takt 1), Moll-Septnonakkorden (drittes Viertel Takt 2), scheinbar funktionslos gereihten Moll-Akkorden (h-Moll, a-Moll, d-Moll, h-Moll, fis-Moll in Takt 9 bis 12) sowie die zeitweilige Aufhebung der für ein Menuett typischen schreitenden Bewegung (Takt 3, Takt 9 bis 11) deutlich.
Als Orchestrator studierte Ravel sorgfältig die Möglichkeiten jedes einzelnen Instruments. Seine Orchestrierungen eigener und fremder Klavierwerke, wie Mussorgskis Bilder einer Ausstellung, bestechen durch Brillanz und Farbenreichtum.

### Werke

#### Kammermusik
Von Ravels Kammermusik ist das Streichquartett in F-Dur heutzutage am häufigsten zu hören. Das Werk stieß bei der Uraufführung 1904 auf vehementen Widerstand, aufgrund dessen Ravel vom Wettbewerb um den Rompreis ausgeschlossen wurde. Das Werk beeindruckt durch den klaren strukturellen Aufbau und die konsequente Themendurchführung. Die beiden Themen des 1. Satzes (Hörbeispiel) werden im 3. Satz (Hörbeispiel) und 4. Satz variiert wieder aufgegriffen und miteinander kombiniert. Der Musikwissenschaftler Armand Machabey äußerte sich folgendermaßen über das Werk:

„Was an diesem Werk besticht, ist nicht die Originalität der Form, sondern die vollendete Ausführung: da stört keine Banalität, da gibt es keinen Leerlauf; vielmehr herrscht überall Phantasie und Ideenreichtum, vollendete Ausgewogenheit der Proportionen und dazu eine solche reine und transparente Klanglichkeit, die Ravel nur mehr in seinem Klavierwerk Jeux d’eau erreicht hat.“

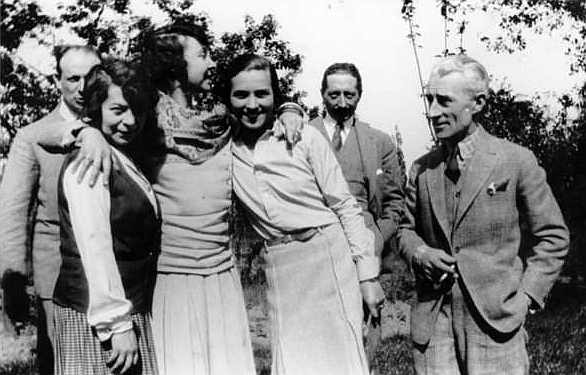
Vordere Reihe: Hélène Jourdan-Morhange (1888–1961), Madeleine Grey (1896–1979), Germaine Malançon (1900–1982) und Ravel 1925

Die Sonate für Violine und Violoncello von 1922, die er Claude Debussy widmete, zeigt einen harmonisch gewagter operierenden Ravel, das Stück weist bitonale Elemente und entwickelnde Variationen auf. Bei der Sonate für Violine und Klavier von 1923 bis 1927 ist im 2. Satz (einem Blues) der Einfluss des damals in Europa gerade in Mode kommenden Jazz zu spüren. Hierzu meinte Ravel bei seinem USA-Besuch 1928:

„Ich habe zwar diese populäre Form Ihrer Musik übernommen. Aber ich wage zu behaupten, dass die Musik, die ich geschrieben habe, trotzdem französisch ist, Musik von Ravel. Diese volkstümlichen Formen sind in Wirklichkeit nur Baumaterialien, und das Kunstwerk erweist sich nur über die reife Konzeption, in der keine Einzelheit dem Zufall überlassen ist. Darüber hinaus ist penible Stilisierung in der Verarbeitung dieses Materials von wesentlicher Bedeutung.“

#### Klaviermusik
Ravels Klavierwerk vereinigt verschiedenste Elemente: tonmalerisch-impressionistische Darstellungen; vom ruhig Verträumten, wie zum Beispiel der Nachbildung von Kirchenglockenklang in La vallée des cloches aus den Miroirs und Le Gibet aus dem Gaspard de la nuit oder der Darstellung von Vogelgesang in Oiseaux tristes bis zum Komisch-Bizarren oder Bedrohlichen; moderne Aussagen in klassischen Formen, zum Beispiel in der Sonatine oder in Le tombeau de Couperin.
Ein weiteres wichtiges Element ist die manchmal fast schon harte, an Strawinski erinnernde Motorik Ravels sowie die rhythmische Kraft des Tanzes, welche uns zum Beispiel in Stücken wie Alborada del gracioso aus den Miroirs begegnet.
Hinzu kommt eine pianistische Virtuosität auf höchstem technischen Niveau wie in der Alborada del gracioso aus den Miroirs und Ondine oder Scarbo (Hörbeispiel) aus dem Gaspard de la nuit. Von Ravel selbst stammt eine Aussage, in der er die Überwindung von technischen Schwierigkeiten selbst schon als künstlerischen Akt bezeichnet.
Als die beiden bedeutendsten Klavierwerke Ravels können die Miroirs und Gaspard de la nuit angesehen werden.

#### Aufnahmen für Welte-Mignon, Ampico, Duo-Art
1912 spielte Ravel für die Freiburger Firma M. Welte & Söhne, Hersteller des Reproduktionsklaviers Welte-Mignon, zwei eigene Kompositionen auf Klavierrollen ein:
- Sonatines No. 1 und 2
- Valses nobles et sentimentales No. 1–8

Weitere Aufnahmen eigener Kompositionen auf Klavierrollen wurden in den Jahren 1923–1928 u. a. von der US-amerikanischen Firma Ampico (American Piano Company) und Duo-Art produziert:
- Toccata aus Tombeau de Couperin (Herstellungsdatum der Klavierrolle: 1923)
- Oiseaux Tristes aus Miroirs Nr. 2 (Herstellungsdatum der Klavierrolle: 1923)
- Pavane für eine verstorbene Prinzessin (Herstellungsdatum der Klavierrolle: 1923)
- Galgen aus Gaspard de la Nuit (Herstellungsdatum der Klavierrolle: 1925)
- Tal der Glocken aus Miroirs Nr. 5 (Herstellungsdatum der Klavierrolle: 1928)

## Resonanz beim zeitgenössischen Publikum

Maurice Ravel porträtiert im Jahr 1928 von Marcel Amiguet

Das zeitgenössische Publikum reagierte auf Ravels Werke höchst unterschiedlich. Die Zuhörer, die Konzerte nicht als Fachleute, sondern als Musikliebhaber besuchten, bevorzugten konservative, harmonisch gefällige Werke und waren mit den ungewohnten Harmonien und rhythmischen Wechseln in den Kompositionen Ravels häufig überfordert. Dementsprechend fiel die Resonanz auf Neuaufführungen aus. Anders verhielt es sich bei einigen der sachverständigen Kritiker, die für manche neue Idee Ravels Sympathie bekundeten.
Histoires naturelles
Die Uraufführung der Histoires naturelles, eines Werks für Gesang und Klavier, fand am 12. Januar 1907 statt. Die musikalische Darbietung wie auch die Artikulation der Gesangtexte waren so ungewöhnlich, dass das Publikum die Interpreten in Buh-Rufen und Pfiffen untergehen ließ. Doch einer erwartungsgemäßen Anfeindung durch Pierre Lalo in Les Temps folgten prompt Kritiken, die das Werk in den höchsten Tönen lobten. Ravel hingegen sah sich durch die einst von Saint-Saëns gegründete Société Nationale de Musique, die sich eigentlich die Förderung französischer Musik auf die Fahne geschrieben hatte, im Stich gelassen. Er beteiligte sich daher 1910 an der Gegengründung der Société Musicale Indépendante.
Rapsodie espagnole
Am 15. März 1908 kam die Rapsodie espagnole im Rahmen der von Edouard Colonne geleiteten „Concerts Colonne“ erstmals zur Aufführung. Das Abonnement-Publikum hatte wohl angesichts des Musiktitels eine Darbietung in der Art von Saint-Saëns’ Havannaise oder Rimski-Korsakows Capriccio espagnol mit pseudo-folkloristischen, schmissigen Effekten erwartet und sah sich enttäuscht. Unruhe kam auf, Pfiffe ertönten nach der Malagueña, da rief der im Rang sitzende Florent Schmitt: „Noch einmal für die da unten, die nichts kapiert haben.“ Tatsächlich wiederholte Colonne den Satz noch einmal, und auch der Rest wurde vom Publikum schließlich wohlwollender aufgenommen.
L’Heure espagnole
Das einaktige Bühnenstück L’Heure espagnole wurde am 19. Mai 1911 uraufgeführt und vom Publikum mit Ablehnung quittiert. Die Musikkritik sprach von „musikalischer Pornografie“, Lalo setzte noch eins drauf und erklärte, dass die „mechanische Kälte“ Ravels überhaupt kennzeichnend für alle seine Werke sei.
 Daphnis et Chloé

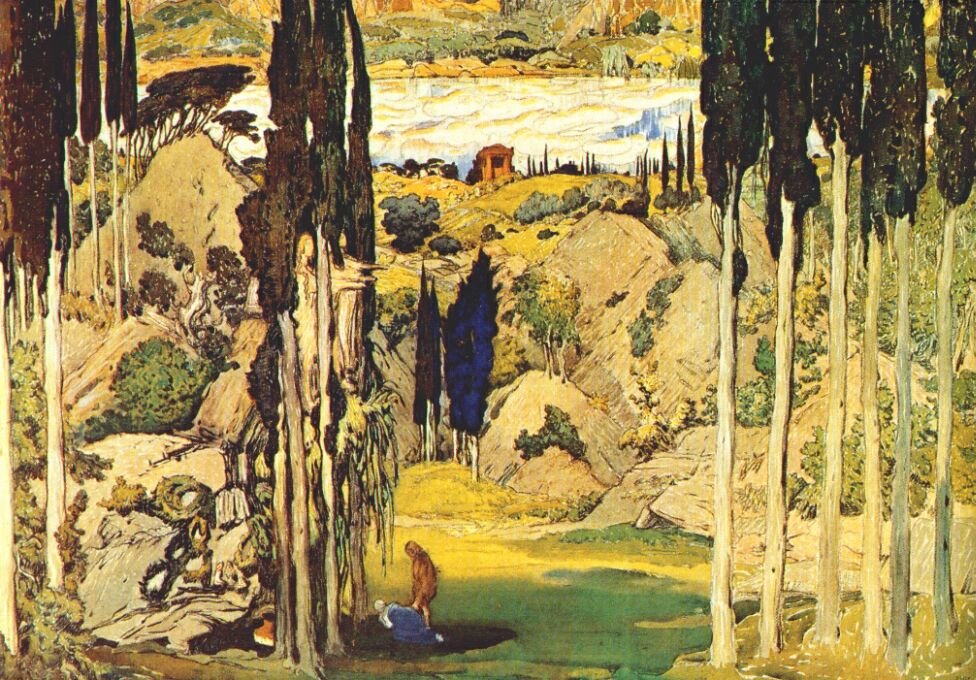
Léon Bakst: Bühnenbild zum 2. Bild von Daphnis et Chloé, Paris 1912

Die Konzeption des Balletts Daphnis et Chloé begann Ravel 1909 im Auftrag von Sergei Djagilew, des Impresarios der Ballets russes, für den Ravel dann auch seine Klavierduette Ma Mère l’Oye als Ballettmusik umarbeitete. Wie bei vielen seiner Werke schien die Arbeit daran nicht recht vorangehen zu wollen. Am 8. Juni 1912 wurde es im Pariser Théâtre du Châtelet uraufgeführt und zum Misserfolg gestempelt.
Boléro
Das bekannteste und am häufigsten gespielte Werk Ravels ist der Boléro. Als es am 22. November 1928 als Ballett mit der Tänzerin Ida Rubinstein, die den Anstoß für das Stück gegeben hatte, uraufgeführt wurde, wurde es mit donnerndem Beifall bedacht. Der Weltruhm des Werks war Ravel indessen zeitlebens suspekt; er bezeichnete es als „simple Orchestrationsübung“ und äußerte sich auch sonst distanziert und fast abschätzig dazu: „Mein Meisterwerk? Der Boléro natürlich. Schade nur, dass er überhaupt keine Musik enthält.“
Die Sache hatte dennoch ein Nachspiel. So distanziert Ravels Bemerkung klingt, so sehr verteidigte er sein Werk aber doch. Als Arturo Toscanini seine Komposition dirigierte, saß Ravel auf der Empore. Toscanini ließ das Werk mit deutlich schnelleren Tempi spielen, als Ravel sie in seiner Partitur verfügt hatte. Ravel war darüber so erbost, dass er ausrief: „Dieses Schwein ruiniert meine Musik!“
Später stellte Ravel Toscanini zur Rede. Ravel: „Warum dirigieren Sie mein Werk schneller, als ich es vorgeschrieben habe?“ Toscanini: „Weil dies die einzigen Tempi sind, mit denen Ihre Musik zur Geltung kommt.“ Ravel: „Dann dirigieren Sie mein Stück eben nicht mehr!“ Toscanini: „Sie haben keine Ahnung von Ihrer eigenen Musik!“
Der Kinofilm Bolero bebildert diese beiden überlieferten Dialoge.

## Werkauswahl
Die folgende Auswahl der wichtigsten Werke Ravels beruht auf dem von Maurice Marnat zusammengestellten chronologischen Gesamtkatalog der Werke (siehe Weblinks):
Klaviermusik
- Habanera für zwei Klaviere (1895)
- La parade (1896)
- Pavane pour une infante défunte (1899; Orchesterfassung 1910)
- Jeux d’eau (1901)
- Sonatine pour piano (1903–1905); Sätze: Modéré; Mouvement de menuet; Animé
- Miroirs (1904–1905); Sätze: Noctuelles; Oiseaux tristes; Une barque sur l’océan (Orchesterfassung 1906); Alborada del gracioso (Orchesterfassung 1918); La vallée des cloches
- Gaspard de la nuit nach Aloysius Bertrand (1908), Sätze: Ondine; Le gibet; Scarbo
- Ma mère l’oye, Stücke für Klavier zu vier Händen nach Fabeln von Perrault und Mme. d’Aulnoy (1908–1910); Sätze: Pavane de la belle au bois dormant (Orchesterfassung 1911); Petit poucet; Laideronnette, impératrice des pagodes; Les entretiens de la belle et de la bête; Le jardin féerique
- Valses nobles et sentimentales (1911; Orchesterfassung 1912)
- Le Tombeau de Couperin (1914–1917); Sätze: Prélude; Fugue; Forlane; Rigaudon; Menuet; Toccata (Orchesterfassung des 1. und 3.–5. Satzes 1919)
- Frontispice für zwei Klaviere zu fünf Händen (1918)

Kammermusik
- Violinsonate Nr. 1 (1897)
- Streichquartett F-Dur (1902–1903); Sätze: Allegro moderato; Assez vif, très rythmé; Très lent; Vif et agité
- Introduktion und Allegro für Harfe, Flöte, Klarinette, zwei Violinen, Viola und Cello (1905)
- Klaviertrio a-Moll (1914), Sätze: Modéré; Pantoum. Assez vif; Passacaille. Très large; Final. Animé
- Sonate für Violine und Cello (1920–1922)
- Violinsonate Nr. 2 (1923–1927)

Orchesterwerke
(siehe auch die Orchesterfassungen der Klavierwerke)
- Shéhérazade, ouverture de féerie für Orchester (1898)
- Rapsodie espagnole (1907); Sätze: Prélude à la nuit; Malagueña; Habanera; Feria
- Daphnis et Chloé Orchestersuite Nr. 1 (1911); Sätze: Nocturne avec choeur a cappella ou orchestration seulement; Interlude; Danse guerrière
- Daphnis et Chloé Orchestersuite Nr. 2 (1912); Sätze: Lever du jour; Pantomime; Danse générale
- La Valse, choreographisches Gedicht für Orchester (1919–1920)
- Boléro, Ballettmusik (1928; Fassung für Klavier zu vier Händen 1929)

Konzerte und Konzertstücke
- Tzigane, Rhapsodie für Violine und Luthéal (1924) (auch als Fassung für Violine und Klavier oder Orchester)
- Klavierkonzert D-Dur für die linke Hand (1929–1930)
- Klavierkonzert G-Dur (1929–1931)

Vokalmusik
- Ballade de la reine morte d’aimer, Lied mit Klavierbegleitung, Text von Roland de Marès (1893)
- Les Bayadères für Sopran, gemischten Chor und Orchester (1900)
- Shéhérazade, Liederzyklus für Sopran oder Tenor und Orchester, Texte von Tristan Klingsor (1903); Sätze: Asie; La flûte enchantée; L’indifférent
- Histoires naturelles, Liederzyklus für mittlere Singstimme und Klavier nach Texten von Jules Renard (1906); Sätze: Le paon; Le grillon; Le cygne; Le martin-pêcheur; La pintade
- Vocalise-étude en forme de habanera, Lied für tiefe Singstimme und Klavier (1907)
- Trois poèmes de Stéphane Mallarmé, Liederzyklus für Singstimme und Pikkoloflöte, zwei Flöten, Klarinetten, Bassklarinette, zwei Violinen, Viola, Cello und Klavier (1913; Fassung für Singstimme und Klavier 1913); Sätze: Soupir; Placet futile; Surgi de la croupe et du bond
- Drei Lieder für gemischten Chor a cappella, Texte von Ravel (1914–1915; Fassung für mittlere Singstimme und Klavier 1915); Sätze: Nicolette; Trois beaux oiseaux du paradis; Ronde
- Deux mélodies hébraïques (1914) für Singstimme und Klavier, Sätze: Kaddisch und L'énigme éternelle (jidisches Volkslied)
- Chansons madécasses, Liederzyklus für Sopran, Flöte, Cello und Klavier nach Texten von Evariste-Désiré Parny de Forges (1925–1926); Sätze: Nahandove; Aoua; Il est doux
- Don Quichotte à Dulcinée, Liederzyklus für Bariton und Orchester nach Texten von Paul Morand (1932–33); Sätze: Chanson romanesque; Chanson épique; Chanson à boire

Bühnenwerke
- L’Heure espagnole (Die spanische Stunde), Oper, Libretto von Franc-Nohain (1907)
- Daphnis et Chloé, Ballettmusik (1909–1912)
- Ma mère l’oye, Ballett für Orchester nach der gleichnamigen Klaviersuite (1911–1912)
- L’enfant et les sortilèges, lyrische Fantasie nach Texten von Colette mit 21 Rollen für Sopran-, Mezzosopran-, Tenor- und Bass-Stimmen, gemischten Chor, Kinderchor und Orchester (1919–25)

Bearbeitungen
- Cinq mélodies populaires grecques (1904)
- Claude Debussy: Trois Nocturnes, Fassung für zwei Pianos (1909)
- Claude Debussy: Prélude à l’après-midi d’un faune, Fassung für Klavier zu vier Händen (1910)
- Les Sylphides, Orchesterfassung von Klavierstücken von Frédéric Chopin (1914) (Prélude, Op. 28/7; Nocturne, Op. 32/2; Valse, Op. 70/1; Mazurka, Op. 33/2, 67/3; Prélude, Op. 28/7; Valse, Op. 64/2; Grande valse brillante, Op. 18)
- Robert Schumann: Karneval op. 9 (Orchesterfassung) (1914)
- Orchesterfassung des Klavierzyklus Bilder einer Ausstellung von Modest Mussorgski (1922)

## Verfilmungen
Mit Bolero, einem französisch-belgischer Kinofilm von 2024, wurde die Entstehung des Bolero verfilmt, die Hauptrolle übernahm Raphaël Personnaz, Regie führte Anne Fontaine.